# 武雄神六中継局
武雄神六中継局（たけおじんろくちゅうけいきょく）は、佐賀県武雄市に置かれていたミニサテライト局である。

## 概要
- 中継局名：武雄神六中継局
- 所在地：武雄市西川登町大字神六字松田原28510番地

## 歴史
- 1978年（昭和53年）10月12日 - 開局
- 2011年（平成23年）7月24日 - この日をもって廃止

## 送信施設概要

### デジタルテレビ
| リモコンキーID | 放送局名 | 呼出符号 | 物理チャンネル | 空中線電力 | ERP | 放送対象地域 | 放送区域内世帯数 | 本放送開始日 |
| 非該当         |          |          |                |            |     |              |                  |              |

### アナログテレビ
| 放送局名          | チャンネル | 空中線電力          | ERP                  | 放送対象地域 | 放送区域内世帯数 |
| NHK佐賀教育テレビ | 56ch       | 映像100mW /音声25mW | 映像1.15W /音声290mW | 全国放送     | 約-世帯          |
| NHK佐賀総合テレビ | 59ch       | 映像100mW /音声25mW | 映像1.15W /音声290mW | 佐賀県       | 約-世帯          |
| stsサガテレビ     | 61ch       | 映像100mW /音声25mW | 映像1.15W /音声290mW | 佐賀県       | 約-世帯          |